# Джордано (рок-опера)
«Джордано» — музыкальный спектакль 1988 года с Валерием Леонтьевым в трёх главных ролях — Джордано Бруно, Шута, и Сатаны.

## История создания
Спектакль был написан специально для Валерия Леонтьева ленинградским композитором Лорой Квинт. Слова к опере писал поэт Владимир Костров.
Вот что написано про оперу в «Литературной газете» № 40 1988 г.: «Трудность всей подготовительной работы заключалась в том, что велась она не в стенах стабильного оперного театра, располагающего постоянной труппой, а на базе Центрального концертного зала, куда „поштучно“, если так выразиться, собирались как постановщики, так и исполнители. А ведь речь шла не об обычном сезонном театрализованном представлении, а о спектакле, созданном по законам оперной сцены и рассчитанном на долгую жизнь».
Премьера оперы состоялась 16 июня 1988 года и шла по 26 июня. Каждый день — огромные залы. Однажды на премьеру спектакля приехала сама Анни Жирардо, очень уставшая. Она заранее извинилась, что уйдёт пораньше, просидит не весь спектакль. Она просмотрела оперу от начала и до конца, а после концерта подошла к гримёрке Леонтьева и сказала, что он «выдающийся трагический актёр». При постановке спектакля волею постановщиков выпал заложенный в либретто монолог Ученика Джордано, отрекшегося на суде от своего Учителя. Эту роль первоначально играл Александр Жеромский. Впоследствии спектакль шёл в разных городах страны и вернулся в Москву в январе 1989 года. В новом сезоне роль ученика Джордано играл уже Андрей Билль.

## Действующие лица и исполнители ролей
- Валерий Леонтьев — Джордано Бруно, Шут, Сатана
- Лариса Долина — Моргана, Ведьма, Блудница
- Владимир Панкратов — настоятель монастыря
- Павел Смеян — Граф Мочениго
- Александр Жеромский (впоследствии эту роль играл Андрей Билль) — ученик Джордано, Черт
- Великий инквизитор — Михаил Полищук
- Палач — Александр Беренштейн
- Пономарь — Сергей Иншин
- Смерть — Наталья Руколь
- Огонь — Елена Антропова, Ирина Банщикова, Валентина Екимова

- Шуты, ведьмы, грешницы, гости графа, кардиналы, телохранители, монахи — ансамбль современного танца «СИНТЕЗ», ансамбль пантомимы под руководством А.Жеромского, балет ансамбля «Эхо» под руководством Л.Исакович, группа цирковых артистов под руководством С.Рубцова.

Режиссёры-постановщики — Владислав Дружинин и Александр Жеромский
- Музыка — Лора Квинт
- Либретто и стихи — Владимир Костров